# Penadexo
Penadexo es una aldea española situada en la parroquia de Saá, del municipio de Puebla del Brollón, en la provincia de Lugo, Galicia.

## Geografía
Está situado a 805 metros de altitud al oeste de la Sierra del Caurel, cerca del riachuelo de A Travesa. Se accede desde un desvío de la pista que une Pousa con  Busto después de pasar Lourente o desde un desvío de la carretera que une A Pousa con Veneira de Roques, después de pasar la capilla de San Vitoiro y el desvío al despoblado de Teixeira.

## Demografía
| Gráfica de evolución demográfica de Penadexo entre 2000 y 2020 |
|                                                                |
| Datos según el nomenclátor publicado por el INE.               |

## Festividades
El patrón de la aldea es San Vitoiro, y cada año se celebra una romería el 27 de agosto en una capilla situada a varios kilómetros de la localidad. 